# Eugeniusz Szafrański
Eugeniusz Szafrański (ur. 1 sierpnia 1927 w Okoleńcu, zm. 1 marca 2006) – polski oficer Milicji Obywatelskiej.

## Życiorys

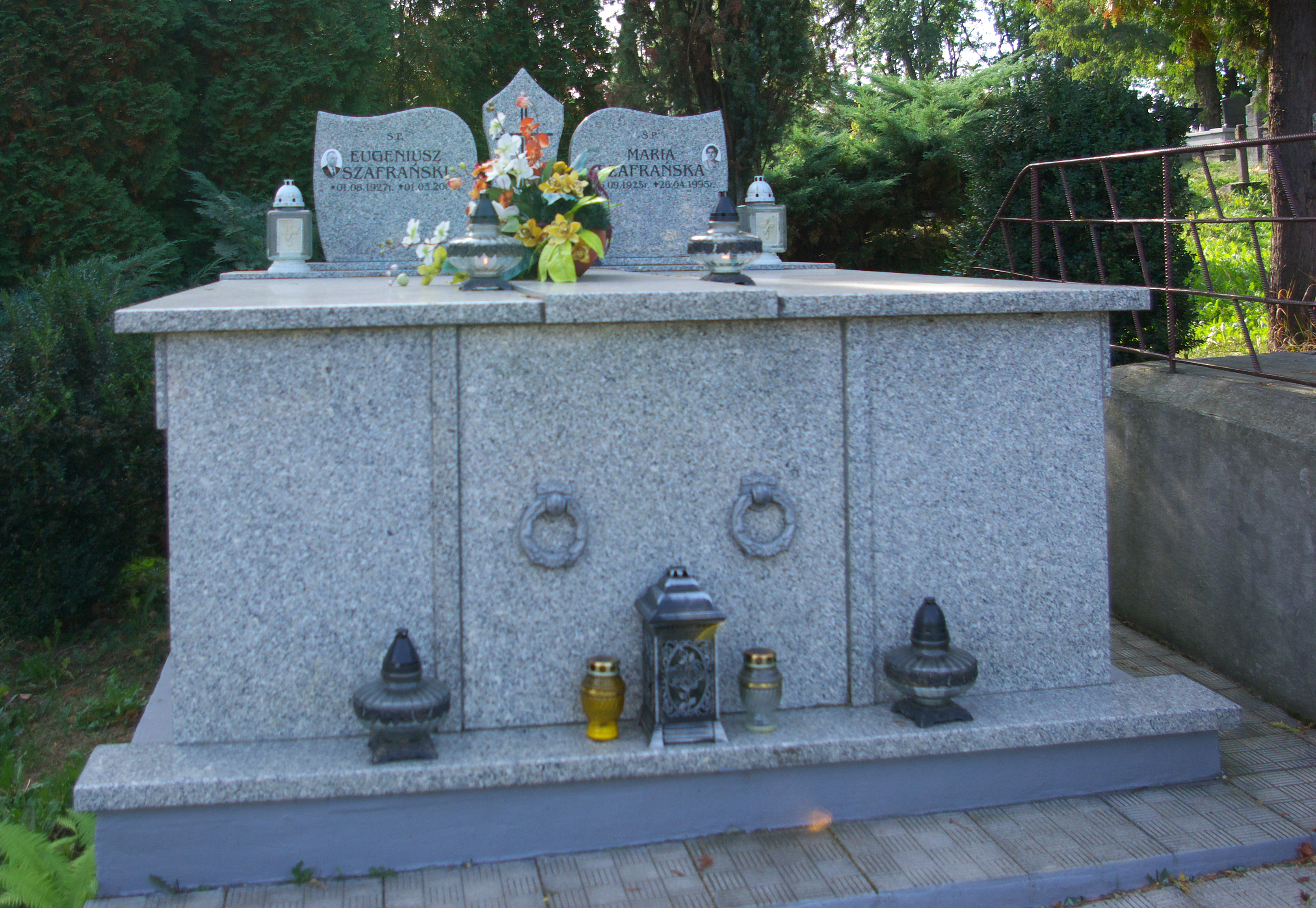
Nagrobek Eugeniusza i Marii Szafrańskich w Sanoku

Urodził się 1 sierpnia 1927 w Okoleńcu w Wielkopolsce. Uzyskał wykształcenie średnie.
W 1947 wstąpił do Milicji Obywatelskiej, zwerbowany w Poznaniu celem oddelegowania na Rzeszowszczyznę. Został skierowany do placówkę MO w Tyrawie Wołoskiej. Brał udział w walkach z Ukraińską Powstańczą Armią. Uczestniczył w tzw. utrwalaniu władzy ludowej. W MO służył od 1947 do 1949. W 1952 skierowany do szkoły MO w Słupsku. Następnie przebywał w stronach rodzinnych, a w 1963 ponownie trafił w rejon Bieszczadów, podejmując służbę w referacie przestępstw gospodarczych w Komendzie Miejskiej MO w Sanoku, którego został kierownikiem. Stanowisko pełnił w latach 70. Ze służby w MO odszedł w 1979. Należał do sanockiej organizacji ORMO. 19 września 1987 został członkiem Komitetu Społecznego ORMO w Sanoku. W grudniu 1989 jako członek partii XI Zjazd PZPR z 41-letnim stażem, pełniąc funkcję I sekretarza terenowej POP PZPR w Sanoku, bez powodzenia kandydował w wyborach delegatów na XI Zjazd PZPR.
Był członkiem oddziału (powiatowego) Sanoku ZBoWiD, w którego sądzie koleżeńskim w 1966 został rzecznikiem, 23 maja 1971 sekretarzem, 21 października 1973 wybrany zastępcą członka zarządu oddziału miejskiego w Sanoku (działającego od 1 stycznia 1973 wskutek przekształcenia oddziału powiatowego na podstawie zmian administracyjnych), 23 października 1977 wybrany wiceprezesem zarządu koła miejsko-gminnego w Sanoku, ponownie 11 maja 1980. Był prelegentem z ramienia ZBoWiD.
Jego żoną była Maria (1925-1995). Oboje zostali pochowani na Cmentarzu Centralnym w Sanoku.

## Odznaczenia
- Krzyż Kawalerski Orderu Odrodzenia Polski (1974)[13][1]
- Złoty Krzyż Zasługi[1]
- Srebrny Krzyż Zasługi
- Brązowy Krzyż Zasługi[1]
- Medal 30-lecia Polski Ludowej
- Odznaka 1000-lecia Państwa Polskiego
- Złota Odznaka „Za zasługi w ochronie porządku publicznego” (1988)[14]
- Odznaczenia resortowe
- Wpis do Złotej Księgi ZBoWiD w Sanoku (1989)[3].
- Odznaka „Zasłużony dla Sanoka” (po 1981)[15]
- Odznaka „Za Zasługi dla Związku Kombatantów RP i Byłych Więźniów Politycznych” (1998)[16]